# اصلاح اصلاحات
اصلاح اصلاحات بیانیه‌ای است که از سوی ۱۰۰فعال سیاسی اصلاح طلب ایران، به جهت استمرار راه اصلاحات صادر گردیده‌است و در آن برای به تبیین آینده و حیات اصلاحات می‌پردازد. این بیانیه توصیه‌هایی به سید محمد خاتمی رهبر اصلاحات می‌کند.

## چکیده بیانیه
- دهه ۹۰نیروهای کمتر سیاسی یا کمتر متعهد به آرمان‌های اصلاحات یعنی بروکرات‌ها و محافظه‌کاران در مناسبات درون جریان اصلاحات دست بالا را پیدا کرده‌اند
- اصلاح‌طلبی به نوعی سیاست‌ورزی صرفاً بروکراتیک، برنامه و تهی از آرمان به منظور جابجایی در میان حلقه‌ای محدود از مدیران سیاسی تقلیل پیدا کرده‌است
- شورای سیاستگذاری اصلاح‌طلبان مشروعیت خود را از مشارکت تمامی فعالان ملی و منطقه‌ای واقعاً اصلاح‌طلب کسب کند
- بی‌توجهی به خواسته‌های معترضان به انتخابات ریاست‌جمهوری سال ۸۸ و همچنین پیگیری نکردن موضوع حصر رهبران جنبش سبز حمایت نکردن از تجمع‌های اعتراضی دی‌ماه و توهین به این معترضان و حمایت نکردن از فعالان صنفی و مدنی است
- شکل‌گیری شورای سیاستگذاری اصلاح‌طلبان به روش انتخابی و از پایین به بالا و جلوگیری از سهم‌خواهی در این شورا است
- عضویت چهره‌های ملی در شورای سیاستگذاری اصلاح‌طلبان، به این شورا مأموریت داده شود تا نسبت به ایجاد نهاد ملی اصلاحات اقدام کند‏.[۱۰][۱۱][۱۲]

## بازخوردها
- احسان مهرابی، روزنامه‌نگار

رادیکال شدن جوانان اصلاح طلب در حالیکه فضای عمومی در حال گذار از اصلاحات است این خطر را به همراه دارد که بار دیگر آنان را در برابر راس حاکمیت قرار دهداین نامه همچنین می‌تواند فرصتی برای ایجاد تشکل یا گروهی جدید از جوانان باشد. هرچند که در آن صورت حفظ نقش منتقد و در عین حال بازی در چارچوب سیاست‌های درون نظام جمهوری اسلامی کاری دشوار خواهد بود.
- سعید حجاریان فعال سیاسی اصلاح طلب

اصلاحات به قفا بنگرد و راه طی شده را یکبار مرور و آن را نقد کند. ما حتماً نیاز داریم در سه زمینه گفتمان، تشکیلات و راهبرد دست به ابتکارهای جدید بزنیم و به قول شما پوست‌اندازی کنیم. البته معتقدم پس از انتخابات ۸۸ پوست اصلاحات را کنده‌اند پس، ابتدا باید صبر کنیم تا پوست جدید در بیاید و بعد پوست‌اندازی کنیم
- حسن اسدی زیدآبادی فعال سیاسی اصلاح طلب

اخیر چرا حالا نوشته شده‌است می‌گوید: بعد از انتخابات سال ۸۸ به وجود آمد و بسیاری از فعالین سیاسی اصیل از صحنه سیاسی حذف شدند. فعالیت احزاب اصلاح طلب نیز متوقف شد. در این دوره فترت ما به اجماعی نیاز داشتیم که بتوانیم از آن فضای امنیتی به یک فضای نسبتاً سیاسی عبور کنیم. این اجماع و ائتلاف بر روی کارگزاران حکومتی، نتایج بسیار مثبتی داشت، اما آفاتی که پیش تر به آنها اشاره کردم را داشته‌است. حالا به نظر می‌رسد این مسیر دیگر قابل تداوم نیست. شورای عالی اصلاحات بعد از انتخابات شوراهای شهر کارش به پایان رسید. اما آقایان عارف و موسوی لاری در تلاشند مجموعه جدیدی را ایجاد کنند که تکرار همان وضعیت است که جای نگرانی دارد. آقای خاتمی هم تحت فشار این جریان قرار دارد. دلیل انتشار این نامه در این تاریخ هشداری برای آن است که تکرار موقعیت این افراد در چنین شورایی دیگر قابل تحمل نیست.
- محسن میردامادی نماینده مجلس ششم:

اصلاح اصلاحات مدتی است مطرح شده‌است و باید به آن این‌طور نگاه کنیم که جریانی که معتقد به اصلاح است و می‌خواهد ساختار و فرایندهای حکومت را اصلاح کند، نباید نسبت به اصلاح خود بی‌تفاوت باشد. در واقع اصلاح اصلاحات به این معناست که اصلاح‌طلبان نباید فقط به فکر اصلاحات بیرون باشند و خود را مبری از هرگونه ضعف یا عیب و لزوم اصلاح بدانند. اصولاً تفکر اصلاح‌طلبی شامل خود جریان اصلاحات و اصلاح‌طلبان هم می‌شود، اما بیش از حد بزرگ‌کردن این موضوع به نوعی خودزنی تبدیل می‌شود. ضمن اینکه اصل این توجه بجاست، به نظر می‌رسد که این موضوع گاه به نوعی خودزنی تبدیل شده‌است و برخی اصلاح‌طلبان در این خودزنی مسابقه گذاشته‌اند و برای برخی این تصور ایجاد شده‌است که اگر بیشتر علیه اصلاحات صحبت کنند، بیشتر مورد توجه قرار می‌گیرند.
- مصطفی تاجزاده معاون وزیر کشور

نقد اصلاحات در همه زمینه‌ها لازم است؛ هم به‌لحاظ گفتمانی و اینکه باید به‌روز شود، هم به‌لحاظ ارائه برنامه برای اداره بهینه کشور و حرکت به‌سوی حکمرانی خوب و هم در زمینه تشکیلاتی و بازکردن دایره و جذب نیرو؛ در همه این موارد اصلاح‌طلبان نیازمند نقدند. به نظر من نکاتی که در نامه صد نفره اصلاح‌طلبان آمد، تا حدود زیادی به این ابعاد پرداخته‌است، گرچه به یک نکته اصلی کم توجه کرده و آن مسئله تحزب است که باید این عزیزان به این مسئله توجه ویژه‌ای کنند. درحقیقت مادام که سیاست‌ورزی در ایران حزبی نشود، سیاست‌ورزان ما مسئولیت‌پذیر نشده و شفافیت بر عرصه سیاست حاکم نخواهد شد، کادر پرورش نمی‌یابد و کشور با برنامه اداره نمی‌شود.
- صادق زیبا کلام توریسین اصلاحات

قطعاً با مطرح شدن این راه‌حل خیلی از افراد با آن مخالفت خواهند کرد، خاطرنشان کرد: چاره‌ای نیست به هر حال باید از نظر تشکیلات و سازماندهی، جریان اصلاح‌طلبی را اصلاح کنیم و چهره‌ها در این جریان جایگاهی مشخص پیدا کنند و این چنین نباشد که افراد مطالبی متناقض در قالب چهره‌های شاخص اصلاح‌طلبی به زبان آورند‏

## جستار پیوسته
- سید محمد خاتمی
- اصلاح طلبان
- مصطفی تاجزاده
- سعید حجاریان